# Guido Ferrari
Guido Ferrari (Novara, 6 febbraio 1717 – Monza, 11 gennaio 1791) è stato uno storico e poeta italiano.

## Biografia
Di famiglia veneta, il padre Oliviero ricoprì importanti incarichi nella città di Novara sia sotto Carlo VI d'Asburgo, sia durante il regno di Carlo Emanuele III di Savoia.
Nei primi anni della sua vita studiò presso i gesuiti a Novara, per poi andare in collegio a Savona all'età di dodici anni, per poi iniziare il noviziato nella Compagnia di Gesù dal 20 giugno 1733 a Genova. Nel 1735 prese i voti solenni e andò a studiare a Milano. Mentre era ancora impegnato negli studi, venne mandato a insegnare umane lettere a Como; qui, dopo aver conosciuto il De rerum natura, iniziò a interessarsi di poesia e cominciò a comporre testi in versi. Dopo circa un anno fu trasferito a Pavia, poi a Milano e dunque nuovamente a Pavia, sempre in veste di insegnante. Fu in seguito inviato a Torino per poter compiere gli studi teologici, ma dopo appena tre mesi fu richiamato a Milano come prefetto degli studi presso il collegio dei nobili. Fu in questo periodo che portò a compimento il De rebus gestis Eugenii principis a Sabaudia bello Pannonico libri III.
Sempre a Milano, divenne professore di retorica presso l'università di Brera. Qui strinse importanti rapporti di amicizia con Alfonso Casati, Filippo Bovio e Giovanni Antonio Lecchi, di cui Ferrari scrisse le biografie, a cui si aggiunse quella di Tommaso Ceva. Dopo undici anni fu esonerato dall'insegnamento per motivi di salute, ma rimase a Brera dove si dedicò alla composizione di oltre 1570 epigrafi latine, ad imitazione di quelle antiche.
In seguito alla soppressione della Compagnia di Gesù nel 1773, dopo una serie di viaggi Ferrari si stabilì a Monza, dove visse gli ultimi anni della sua vita in condizioni economiche precarie. Continuò comunque la sua opera letteraria e nell'aprile del 1780, grazie al conte Bogino che ne finanziò la stampa, pubblicò il Caroli Emmanuelis Sardiniae regis univeirsa vitae et principatus forma inscriptionibus explicatae...
Il suo ultimo scritto fu il Somnium sive Dialogus statuarum; dal 1788 la sua salute peggiorò considerevolmente e si spense a Monza l'11 gennaio 1791.

## Opere
- De rebus gestis Eugenii principis a Sabaudia bello Pannonico libri III (1747), con prefazione di Giulio Cesare Cordara
- Epistola deinstitutione adolescentiae (1750)
- De rebus gestis Eugenii principis a Sabaudia bello Italico libri IV (1752)
- 17 Dissertationes pertinentes ad Insubriae antiquitates (1765)
- 22 Lettere lombarde
- Inscriptionum editio Italica auctior ducentis (1772)
- De rebus gestis Eugenii principis, bello Germanico liber unus, bello Belgico libri IV (1773)
- Res bello gestae auspiciis Mariae Theresiae Augustae ab eius regni initio ad annum MDCCXLIII. Inscriptionibus explicatae... (1773)
- De vita quinque Austriacorum imperatorum qui floruerunt bello Borussio (1776)
- Caroli Emmanuelis Sardiniae regis univeirsa vitae et principatus forma inscriptionibus explicatae... (1780)
- Somnium sive Dialogus statuarum (1784)

### Orazioni accademiche
- De politica arte oratio (1750)
- De optimo statu civitatis (1751)
- De optimo patrefamilias (1753)
- De iurisprudentia (1755)
- De historia (1756)
- De victoria Bohemica (1757)